# Britt Stewart
Britt Stewart (Aurora, Colorado, 29 de septiembre de 1989) es una bailarina de salón y coreógrafa estadounidense,  más conocida por ser una de las bailarinas profesionales en el programa de baile Dancing with the Stars de ABC.

## Primeros años
Stewart nació y creció en Aurora, Colorado. Comenzó a bailar a los 3 años en la Artistic Fusion Dance Academy. En 2000, fue aceptada en la Escuela de Artes de Denver. Después de graduarse en 2007, fue aceptada en la Universidad Loyola Marymount y se mudó a Los Ángeles, California.

## Carrera

### Carrera temprana
Apareció en las tres películas de High School Musical como bailarina principal. También fue bailarina en giras de las cantantes Annie Lennox, Demi Lovato, Florence and the Machine, Janet Jackson, Rihanna y Selena Gomez. Fue bailarina principal de la cantante Katy Perry durante tres años. Bailó en el Super Bowl XLIX y en The Prismatic World Tour.
Apareció como bailarina en los espectáculos Bunheads, Gilmore Girls, Grey's Anatomy y The Voice. Participó regularmente en el programa de ABC Family, Dancing Fools.

### Dancing with the Stars
Stewart comenzó a trabajar en Dancing with the Stars como miembro del cuerpo de baile en la vigesimotercera temporada, permaneciendo en ese papel hasta la vigesimoséptima temporada. También estuvo de gira tres veces para el programa. Se convirtió en profesional desde la temporada 29, convirtiéndose en la primera mujer negra en ser promovida a bailarina profesional en el programa; siendo emparejada con el patinador artístico olímpico Johnny Weir, con quien logró llegar a la semifinal en donde fueron eliminados y finalizaron en el sexto puesto. En la temporada 30, tuvo como pareja al actor Martin Kove, con quien fue eliminada en la segunda semana de competencia, quedando en el decimoquinto puesto.
| Temporada                                        | Pareja          | Puesto | Promedio |
| ------------------------------------------------ | --------------- | ------ | -------- |
| 29                                               | Johnny Weir     | 6.º    | 25.09    |
| 30                                               | Martin Kove     | 15.º   | 10.50*   |
| 31                                               | Daniel Durant   | 5.º    | 24.81*   |
| 32                                               | Adrian Peterson | 11.º   | 17.50    |
| 33                                               | Eric Roberts    | 10.º   | 16.00    |
| * Promedios ajustados a una escala de 30 puntos. |                 |        |          |

- Temporada 29 con Johnny Weir

| Semana         | Baile / Canción                               | Puntajes de los jueces | Puntajes de los jueces | Puntajes de los jueces | Resultado       |
| Semana         | Baile / Canción                               | C. I.                  | D. H.                  | B. T.                  | Resultado       |
| -------------- | --------------------------------------------- | ---------------------- | ---------------------- | ---------------------- | --------------- |
| 1              | Chachachá / «Buttons»                         | 6                      | 6                      | 6                      | Sin eliminación |
| 2              | Tango / «Poker Face»                          | 6                      | 6                      | 6                      | Salvados        |
| 3              | Rumba / «Reflection»                          | 8                      | 8                      | 8                      | Salvados        |
| 4              | Jive / «Crocodile Rock»                       | 8                      | 8                      | 8                      | Salvados        |
| 5              | Contemporáneo / «Total Eclipse of the Heart»  | 10                     | 10                     | 9                      | Salvados        |
| 6              | Salsa / «On the Floor»                        | 7                      | 8                      | 7                      | Dos últimos     |
| 7              | Vals vienés / «Creep»                         | 9                      | 9                      | 9                      | Salvados        |
| 8              | Foxtrot / «Wonder»                            | 9                      | 9                      | 9                      | Salvados        |
| 8              | Relevo de Vals vienés / «I Have Nothing»      | 3 puntos extras        | 3 puntos extras        | 3 puntos extras        | Salvados        |
| 9              | Quickstep / «Valerie»                         | 10                     | 10                     | 10                     | Dos últimos     |
| 9              | Duelo de Jive / «Wake Me Up Before You Go-Go» | Sin puntos extras      | Sin puntos extras      | Sin puntos extras      | Dos últimos     |
| 10 (Semifinal) | Salsa / «X»                                   | 9                      | 9                      | 9                      | Eliminados      |
| 10 (Semifinal) | Jazz / «I Lived»                              | 10                     | 10                     | 10                     | Eliminados      |

- Temporada 30 con Martin Kove

| Semana | Baile / Canción               | Puntajes de los jueces | Puntajes de los jueces | Puntajes de los jueces | Puntajes de los jueces | Resultado       |
| Semana | Baile / Canción               | C. I.                  | L. G.                  | D. H.                  | B. T.                  | Resultado       |
| ------ | ----------------------------- | ---------------------- | ---------------------- | ---------------------- | ---------------------- | --------------- |
| 1      | Pasodoble / «You're the Best» | 4                      | 3                      | 3                      | 3                      | Sin eliminación |
| 2      | Chachachá / «Twist and Shout» | 4                      | 3                      | 4                      | 4                      | Eliminados      |